# Strobilanthes viscida
Strobilanthes viscida är en akantusväxtart som beskrevs av Imlay. Strobilanthes viscida ingår i släktet Strobilanthes och familjen akantusväxter. Inga underarter finns listade i Catalogue of Life.